# Armbågsled
| Medial vy av vänster armbågsled. | |
| Extenderad armbåge. | Vänster armbågsled. Överst: Medial vy. Nederst: Posterior vy, olekranons läge vid extension (vänster) respektive flexion (höger). Bilder: Brian C. Goss / Wikimedia Commons. (PD) |
| Vänster armbågsled med de främre och ulnara kollaterala ligamenten.                                                                         | Vänster armbågsled med de bakre och radiala kollaterala ligamenten. |
| Vänster armbågsled med de bakre och ulnara (vänster) och radiala (höger) kollaterala ligamenten. Illustrationer: Gray's Anatomy, 1918. (PD) | |

Armbågsled (latin: art. cubiti) är i människans kropp en synovialled i armbågen mellan överarmsbenet (humerus), strålbenet (radius) och armbågsbenet (ulna). 
Leden är sammansatt av två olika typer av leder: En gångjärnsled (den "egentliga armbågsleden") mellan, å ena sidan, överarmsbenet och, å andra sidan, armbågsbenet (humeroulnarleden, art. humero-ulnaris) och strålbenet (humeroradialleden, art. humero-radialis). Dessutom av den proximala vridleden mellan armbågsbenet och strålbenet (övre radioulnarleden, art. radio-ulnaris proximalis). 
Kombinationen av dessa leder medger flexion-extension på minst 150° samt supination-pronation på omkring 160°. Vidare extension av underarmen förhindras ligamentöst och ossöst av ett benutskott på armbågsbenet, olekranon (olecranon), stöter emot en fördjupning på överarmsbenets baksida (fossa olecrani). Vidare flexion av handen förhindras muskulärt av att de två underarmsbenens mjukdelar stöter emot varandra.
Abduktion och adduktion i armbågsleden förhindras av de två stabiliserande kollateralligament som omger leden (lig. collaterale ulnare och lig. collaterale radii). Dessa ligament stabiliserar därigenom leden på bekostnad av rörelsefriheten.
Flera bursor (slemsäckar) omger armbågsleden. Den viktigaste (b. subcutanea olecrani) utsätts ofta för långvarig påfrestning (bursit) vilket leder till irritation och vätskeansamling (känt som studentarmbåge).